# Жигеровци
Жигеровци су насељено место у општини Брестовац, у западној Славонији, Република Хрватска.

## Историја
До нове територијалне организације налазило се у саставу бивше велике општине Славонска Пожега.

## Становништво
Насеље је према попису становништва из 2011. године имало 7 становника.
| Националност       | 1991.       |
| Срби               | 19 (76,00%) |
| Хрвати             | 0           |
| Југословени        | 5 (20,00%)  |
| остали и непознато | 1 (4,00%)   |
| Укупно             | 25          |